# Catalogo Caldwell
Il Catalogo Caldwell è un importante catalogo astronomico di 109 oggetti del profondo cielo molto appariscenti, come ammassi aperti e globulari, nebulose e galassie; è rivolto principalmente ad un pubblico di astronomi amatoriali. Questo catalogo fu compilato da Patrick Caldwell-Moore, come un ideale catalogo di completamento per il noto Catalogo di Messier.
Il Catalogo di Messier è infatti usato frequentemente in astronomia amatoriale come una lista di importanti oggetti celesti per l'osservazione; l'idea di Moore nacque dal fatto che il Catalogo di Messier non comprendeva oggetti luminosi, come le Iadi e l'Ammasso Doppio di Perseo. Inoltre il Messier, trovandosi ad una latitudine molto settentrionale, aveva scarse conoscenze dell'emisfero australe celeste, né poté osservare direttamente quella parte di cielo che a lui era preclusa, così non elencò neppure un oggetto celeste posto a sud dei 35° di declinazione sud, come Omega Centauri, Centaurus A, la Nebulosa di Eta Carinae, le Pleiadi del Sud e 47 Tucanae. Moore compilò dunque un catalogo di 109 oggetti (per ricordare ulteriormente il numero di oggetti segnalati dal Messier) e lo pubblicò nel dicembre 1995.
Fin dalla sua pubblicazione, il catalogo ha avuto una sempre maggiore popolarità e uso tra gli astrofili. L'idea ricevette inizialmente anche alcune critiche, come quella di aver compiuto alcuni piccoli errori di compilazione (vedi sotto), e potrebbe essere oggetto di critica il fatto che potrebbe aver avuto nella compilazione un approccio egocentrico, ponendo la lettera "C" del suo secondo cognome "Caldwell" come iniziale per rinominare gli oggetti.
Come detto sopra, la lista fu compilata includendo gli oggetti di più facile individuazione che furono omessi dal Catalogo di Messier. A differenza di questo, che elenca gli oggetti in base alla loro scoperta, il Catalogo Caldwell è ordinato per declinazione, infatti l'oggetto C1 è il più settentrionale, mentre C109 risulta essere il più meridionale; due oggetti tuttavia (NGC 4244 e le Iadi) sono elencati fuori sequenza. La lista originale identificava inoltre erroneamente l'ammasso di S Normae (NGC 6087) come NGC 6067 e chiamava erroneamente l'ammasso di Lambda Centauri (IC 2944) "Ammasso di Gamma Centauri".

## Carta celeste

Carta celeste con la posizione degli oggetti del Catalogo Caldwell.

## Numero di oggetti per tipo elencati nel Catalogo Caldwell
| Ammassi aperti              | 25  |
| Ammassi aperti con nebulose | 6   |
| Ammassi globulari           | 18  |
| Nebulose                    | 9   |
| Nebulose oscure             | 1   |
| Nebulose planetarie         | 13  |
| Galassie                    | 35  |
| Resti di supernova          | 2   |
| Totale                      | 109 |

## Il catalogo di Caldwell
| Lista catalogo | Numero NGC        | Nome Comune                                     | Tipo                             | Distanza in a.l. x 1000 | Costellazione        | Magn. app. |
| -------------- | ----------------- | ----------------------------------------------- | -------------------------------- | ----------------------- | -------------------- | ---------- |
| C1             | NGC 188           |                                                 | Ammasso aperto                   | 4.8                     | Cefeo                | 8.1        |
| C2             | NGC 40            |                                                 | Nebulosa planetaria              | 3.5                     | Cefeo                | 11         |
| C3             | NGC 4236          |                                                 | Galassia a spirale barrata       | 7 000                   | Dragone              | 9.7        |
| C4             | NGC 7023          | Nebulosa Iride                                  | Ammasso aperto e Nebulosa        | 1.4                     | Cefeo                | 7          |
| C5             | IC 342            | Galassia Nascosta                               | Galassia a spirale               | 10 000                  | Giraffa              | 9          |
| C6             | NGC 6543          | Nebulosa Occhio di Gatto                        | Nebulosa planetaria              | 3                       | Dragone              | 9          |
| C7             | NGC 2403          |                                                 | Galassia a spirale               | 14 000                  | Giraffa              | 8.4        |
| C8             | NGC 559           |                                                 | Ammasso aperto                   | 3.7                     | Cassiopea            | 9.5        |
| C9             | Sh2-155           | Nebulosa Grotta                                 | Nebulosa                         | 2.8                     | Cefeo                | 7.7        |
| C10            | NGC 663           |                                                 | Ammasso aperto                   | 7.2                     | Cassiopea            | 7.1        |
| C11            | NGC 7635          | Nebulosa Bolla                                  | Nebulosa                         | 7.1                     | Cassiopea            | 10         |
| C12            | NGC 6946          |                                                 | Galassia a spirale               | 18 000                  | Cefeo                | 8.9        |
| C13            | NGC 457           | Ammasso della Civetta o Ammasso della Libellula | Ammasso aperto                   | -                       | Cassiopea            | 6.4        |
| C14            | NGC 869 / NGC 884 | Ammasso doppio (h e χ Persei)                   | Ammasso aperto                   | 7.3                     | Perseo               | 4          |
| C15            | NGC 6826          | Nebulosa Occhiolino                             | Nebulosa planetaria              | 2.2                     | Cigno                | 10         |
| C16            | NGC 7243          |                                                 | Ammasso aperto                   | 2.5                     | Lucertola            | 6.4        |
| C17            | NGC 147           |                                                 | Galassia nana sferoidale         | 2 300                   | Cassiopea            | 9.3        |
| C18            | NGC 185           |                                                 | Galassia nana sferoidale         | 2 300                   | Cassiopea            | 9.2        |
| C19            | IC 5146           | Nebulosa Bozzolo                                | Ammasso aperto e nebulosa        | 3.3                     | Cigno                | 7.2        |
| C20            | NGC 7000          | Nebulosa America del Nord                       | Nebulosa                         | 2.6                     | Cigno                | 4          |
| C21            | NGC 4449          |                                                 | Galassia irregolare              | 10 000                  | Cani da caccia       | 9.4        |
| C22            | NGC 7662          | Nebulosa Palla di Neve                          | Nebulosa planetaria              | 3.2                     | Andromeda            | 9          |
| C23            | NGC 891           |                                                 | Galassia a spirale               | 31 000                  | Andromeda            | 10         |
| C24            | NGC 1275          | Perseo A                                        | Galassia supergigante ellittica  | 230 000                 | Perseo               | 11.6       |
| C25            | NGC 2419          |                                                 | Ammasso globulare                | 275                     | Lince                | 10.4       |
| C26            | NGC 4244          |                                                 | Galassia a spirale               | 10 000                  | Cani da caccia       | 10.2       |
| C27            | NGC 6888          | Nebulosa Crescente                              | Nebulosa                         | 4.7                     | Cigno                | 7.4        |
| C28            | NGC 752           |                                                 | Ammasso aperto                   | 1.2                     | Andromeda            | 5.7        |
| C29            | NGC 5005          |                                                 | Galassia a spirale               | 69 000                  | Cani da caccia       | 9.8        |
| C30            | NGC 7331          |                                                 | Galassia a spirale               | 47 000                  | Pegaso               | 9.5        |
| C31            | IC 405            |                                                 | Nebulosa                         | 1.6                     | Auriga               | 13         |
| C32            | NGC 4631          | Galassia Balena                                 | Galassia a spirale barrata       | 22 000                  | Cani da caccia       | 9.3        |
| C33            | NGC 6992          | Nebulosa Velo Est                               | Resto di supernova               | 2.5                     | Cigno                | 7          |
| C34            | NGC 6960          | Nebulosa Velo Ovest                             | Resto di supernova               | 2.5                     | Cigno                | 7          |
| C35            | NGC 4889          | Coma Berenices B                                | Galassia supergigante ellittica  | 300 000                 | Chioma di Berenice   | 11.4       |
| C36            | NGC 4559          |                                                 | Galassia a spirale               | 32 000                  | Chioma di Berenice   | 9.9        |
| C37            | NGC 6885          |                                                 | Ammasso aperto                   | 1.95                    | Volpetta             | 6          |
| C38            | NGC 4565          | Galassia Ago                                    | Galassia a spirale               | 32 000                  | Chioma di Berenice   | 9.6        |
| C39            | NGC 2392          | Nebulosa Eschimese/ Nebulosa Clown              | Nebulosa planetaria              | 4                       | Gemelli              | 10         |
| C40            | NGC 3626          |                                                 | Galassia lenticolare             | 86 000                  | Leone                | 10.9       |
| C41            | Mel 25            | Iadi                                            | Ammasso aperto                   | 0.151                   | Toro                 | 0.5        |
| C42            | NGC 7006          |                                                 | Ammasso globulare                | 135                     | Delfino              | 10.6       |
| C43            | NGC 7814          |                                                 | Galassia a spirale               | 49 000                  | Pegaso               | 10.5       |
| C44            | NGC 7479          |                                                 | Galassia a spirale barrata       | 106 000                 | Pegaso               | 11         |
| C45            | NGC 5248          |                                                 | Galassia a spirale               | 74 000                  | Boote                | 10.2       |
| C46            | NGC 2261          | Nebulosa Variabile di Hubble                    | Nebulosa                         | 2.5                     | Unicorno             | -          |
| C47            | NGC 6934          |                                                 | Ammasso globulare                | 57                      | Delfino              | 8.9        |
| C48            | NGC 2775          |                                                 | Galassia a spirale               | 55 000                  | Cancro               | 10.3       |
| C49            | NGC 2237          | Nebulosa Rosetta                                | Nebulosa                         | 4.9                     | Unicorno             | 9.0        |
| C50            | NGC 2244          |                                                 | Ammasso aperto                   | 4.9                     | Unicorno             | 4.8        |
| C51            | IC 1613           |                                                 | Galassia irregolare              | 2 300                   | Balena               | 9.3        |
| C52            | NGC 4697          |                                                 | Galassia ellittica               | 76 000                  | Vergine              | 9.3        |
| C53            | NGC 3115          | Galassia Fuso                                   | Galassia lenticolare             | 22 000                  | Sestante             | 9.2        |
| C54            | NGC 2506          |                                                 | Ammasso aperto                   | 10                      | Unicorno             | 7.6        |
| C55            | NGC 7009          | Nebulosa Saturno                                | Nebulosa planetaria              | 1.4                     | Aquario              | 8          |
| C56            | NGC 246           | Nebulosa Teschio                                | Nebulosa planetaria              | 1.6                     | Balena               | 8          |
| C57            | NGC 6822          | Galassia di Barnard                             | Galassia irregolare barrata      | 2 300                   | Sagittario           | 9          |
| C58            | NGC 2360          | Ammasso di Caroline                             | Ammasso aperto                   | 3.7                     | Cane Maggiore        | 7.2        |
| C59            | NGC 3242          | Fantasma di Giove                               | Nebulosa planetaria              | 1.4                     | Idra                 | 9          |
| C60            | NGC 4038          | Galassie Antenne                                | Galassie interagenti             | 83 000                  | Corvo                | 10.7       |
| C61            | NGC 4039          | Galassie Antenne                                | Galassie interagenti             | 83 000                  | Corvo                | 13         |
| C62            | NGC 247           |                                                 | Galassia a spirale               | 6 800                   | Balena               | 8.9        |
| C63            | NGC 7293          | Nebulosa Elica                                  | Nebulosa planetaria              | 0.522                   | Aquario              | 7.3        |
| C64            | NGC 2362          | Ammasso di Tau Canis Majoris                    | Ammasso aperto e nebulosa        | 5.1                     | Cane Maggiore        | 4.1        |
| C65            | NGC 253           | Galassia dello Scultore                         | Galassia a spirale               | 9 800                   | Scultore             | 7.1        |
| C66            | NGC 5694          |                                                 | Ammasso globulare                | 113                     | Idra                 | 10.2       |
| C67            | NGC 1097          |                                                 | Galassia a spirale barrata       | 47 000                  | Fornace              | 9.3        |
| C68            | NGC 6729          | Nebulosa R CrA                                  | Nebulosa                         | 0.424                   | Corona Australe      | -          |
| C69            | NGC 6302          | Nebulosa Farfalla                               | Nebulosa planetaria              | 5.2                     | Scorpione            | 13         |
| C70            | NGC 300           |                                                 | Galassia a spirale               | 3 900                   | Scultore             | 9          |
| C71            | NGC 2477          |                                                 | Ammasso aperto                   | 3.7                     | Poppa                | 5.8        |
| C72            | NGC 55            |                                                 | Galassia a spirale barrata       | 4 200                   | Scultore             | 8          |
| C73            | NGC 1851          |                                                 | Ammasso globulare                | 39.4                    | Colomba              | 7.3        |
| C74            | NGC 3132          | Nebulosa Anello del Sud                         | Nebulosa planetaria              | 2                       | Vele                 | 8          |
| C75            | NGC 6124          |                                                 | Ammasso aperto                   | 1.5                     | Scorpione            | 5.8        |
| C76            | NGC 6231          |                                                 | Ammasso aperto e nebulosa        | 6                       | Scorpione            | 2.6        |
| C77            | NGC 5128          | Centauro A                                      | Galassia lenticolare o ellittica | 16 000                  | Centauro             | 7          |
| C78            | NGC 6541          |                                                 | Ammasso globulare                | 22.3                    | Corona Australe      | 6.6        |
| C79            | NGC 3201          |                                                 | Ammasso globulare                | 17                      | Vele                 | 6.8        |
| C80            | NGC 5139          | Omega Centauri                                  | Ammasso globulare                | 17.3                    | Centauro             | 3.7        |
| C81            | NGC 6352          |                                                 | Ammasso globulare                | 18.6                    | Altare               | 8.2        |
| C82            | NGC 6193          |                                                 | Ammasso aperto                   | 4.3                     | Altare               | 5.2        |
| C83            | NGC 4945          |                                                 | Galassia a spirale barrata       | 17 000                  | Centauro             | 9          |
| C84            | NGC 5286          |                                                 | Ammasso globulare                | 36                      | Centauro             | 7.6        |
| C85            | IC 2391           | Ammasso Omicron Velorum                         | Ammasso aperto                   | 0.5                     | Vele                 | 2.5        |
| C86            | NGC 6397          |                                                 | Ammasso globulare                | 7.5                     | Altare               | 5.7        |
| C87            | NGC 1261          |                                                 | Ammasso globulare                | 55.5                    | Orologio             | 8.4        |
| C88            | NGC 5823          |                                                 | Ammasso aperto                   | 3.4                     | Compasso             | 7.9        |
| C89            | NGC 6087          | Ammasso S Normae                                | Ammasso aperto                   | 3.3                     | Regolo               | 5.4        |
| C90            | NGC 2867          |                                                 | Nebulosa planetaria              | 5.5                     | Carena               | 10         |
| C91            | NGC 3532          | Ammasso Pozzo dei Desideri                      | Ammasso aperto                   | 1.6                     | Carena               | 3          |
| C92            | NGC 3372          | Nebulosa Eta Carinae                            | Nebulosa                         | 7.5                     | Carena               | 3          |
| C93            | NGC 6752          |                                                 | Ammasso globulare                | 13                      | Pavone               | 5.4        |
| C94            | NGC 4755          | Scrigno di Gioie                                | Ammasso aperto                   | 4.9                     | Croce del Sud        | 4.2        |
| C95            | NGC 6025          |                                                 | Ammasso aperto                   | 2.5                     | Triangolo Australe   | 5.1        |
| C96            | NGC 2516          |                                                 | Ammasso aperto                   | 1.3                     | Carena               | 3.8        |
| C97            | NGC 3766          |                                                 | Ammasso aperto                   | 5.8                     | Centauro             | 5.3        |
| C98            | NGC 4609          |                                                 | Ammasso aperto                   | 4.2                     | Croce del Sud        | 6.9        |
| C99            | -                 | Nebulosa Sacco di Carbone                       | Nebulosa oscura                  | 0.61                    | Croce del Sud        | -          |
| C100           | IC 2944           | Nebulosa Lambda Centauri                        | Ammasso aperto e nebulosa        | 6                       | Centauro             | 4.5        |
| C101           | NGC 6744          |                                                 | Galassia a spirale               | 34 000                  | Pavone               | 9          |
| C102           | IC 2602           | Ammasso Theta Carinae / Pleiadi del Sud         | Ammasso aperto                   | 0.492                   | Carena               | 1.9        |
| C103           | NGC 2070          | Nebulosa Tarantola                              | Ammasso aperto e nebulosa        | 170                     | Dorado               | 8.2        |
| C104           | NGC 362           |                                                 | Ammasso globulare                | 27.7                    | Tucano               | 6.6        |
| C105           | NGC 4833          |                                                 | Ammasso globulare                | 19.6                    | Mosca                | 7.4        |
| C106           | NGC 104           | 47 Tucanae                                      | Ammasso globulare                | 14.7                    | Tucano               | 4          |
| C107           | NGC 6101          |                                                 | Ammasso globulare                | 49.9                    | Uccello del Paradiso | 9.3        |
| C108           | NGC 4372          |                                                 | Ammasso globulare                | 18.9                    | Mosca                | 7.8        |
| C109           | NGC 3195          |                                                 | Nebulosa planetaria              | 5.4                     | Camaleonte           | 11.6       |